# 布雷貝尼鄉
44°22′N 24°27′E / 44.367°N 24.450°E
布雷貝尼鄉（羅馬尼亞語：Comuna Brebeni, Olt），是羅馬尼亞的鄉份，位於該國南部，由奧爾特縣負責管轄，面積30平方公里，海拔高度122米，2007年人口2,981，人口密度每平方公里99人。